# (4152) Weber
(4152) Weber est un astéroïde de la ceinture principale.

## Description
(4152) Weber est un astéroïde de la ceinture principale. Il fut découvert le 15 mai 1985 à la station Anderson Mesa par Edward L. G. Bowell. Il présente une orbite caractérisée par un demi-grand axe de 3,18 UA, une excentricité de 0,08 et une inclinaison de 17,6° par rapport à l'écliptique.
Cet astéroïde a été nommé en hommage au compositeur allemand Carl Maria von Weber.

## Compléments